# Kojšice
Kojšice jsou malá vesnice, část obce Petrovice u Sušice v okrese Klatovy v Plzeňském kraji. Nachází se asi dva kilometry jižně od Petrovic u Sušice. Je zde evidováno 10 adres. V roce 2011 zde trvale žilo šest obyvatel.
Kojšice jsou také název katastrálního území o rozloze 1,44 km².

## Historie
První písemná zmínka o vesnici pochází z roku 1404.

## Obyvatelstvo
| Rok            | 1869 | 1880 | 1890 | 1900 | 1910 | 1921 | 1930 | 1950 | 1961 | 1970 | 1980 | 1991 | 2001 | 2011 | 2021 |
| -------------- | ---- | ---- | ---- | ---- | ---- | ---- | ---- | ---- | ---- | ---- | ---- | ---- | ---- | ---- | ---- |
| Počet obyvatel | 61   | 70   | 38   | 45   | 52   | 57   | 33   | 10   | 12   | 10   | 13   | 10   | 9    | 6    | 6    |
| Počet domů     | 8    | 9    | 6    | 7    | 7    | 8    | 9    | 4    | 4    | 4    | 4    | 5    | 5    | 5    | 5    |

## Obecní správa
Při sčítání lidu v letech 1850–1959 Kojšice byly osadou obce Jiřičná v okrese Sušice. Od roku 1960 jsou částí obce Petrovice u Sušice v okrese Klatovy.

## Pamětihodnosti
- Zámek Kojšice – zdevastovaná památka, které hrozí zřícení

Ve vesnici rostou dva památné stromy:
- Kojšická lípa
- Tichých lípa